# Roman Mõtlik
Roman Mõtlik (* 12. Maijul. / 25. Mai 1911greg.; † unbekannt) war ein estnischer Fußballspieler.

## Karriere
Roman Mõtlik spielte in seiner Vereinskarriere, die von 1932 bis 1936 andauerte, beim VVS Puhkekodu Tallinn. In der Saison 1932 wurde er mit der Mannschaft hinter dem SK Tallinna Sport Vizemeister. In den Spielzeiten 1934 und 1935 wurde er mit sechs und fünf Treffern bester Torschütze seiner Mannschaft.
Im Jahr 1932 spielte Mõtlik viermal für die Estnische Fußballnationalmannschaft. Er debütierte am 6. August 1932 gegen Litauen in Kaunas. Im selben Jahr absolvierte Mõtlik noch drei weitere Länderspiele, davon zwei während des Baltic Cup. Bei diesem Turnier gelang ihm bei der 1:2-Niederlage über Litauen sein einziger Treffer im Nationaltrikot.